# جسیکا هارپر

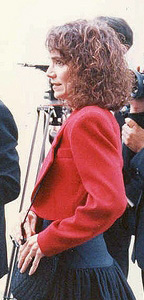

جسیکا هارپر (انگلیسی: Jessica Harper؛ زادهٔ ۱۰ اکتبر ۱۹۴۹) هنرپیشه، تهیه‌کننده، خواننده و نویسنده اهل ایالات متحده آمریکا است.
از فیلم‌هایی که وی در آن نقش داشته است، می‌توان به عشق و مرگ، سال محبوب من و خاطرات استارداست اشاره کرد.